# Walter Ulrich
Walter Ulrich (15. červen 1912 v Opavě - 5. červenec 1965 v Ostravě) byl československý hokejista německého původu.

## Klubové statistiky
| Sezona  | Klub        | Soutěž | Základní část | Základní část | Základní část | Základní část | Základní část | Play off | Play off | Play off | Play off | Play off |
| Sezona  | Klub        | Soutěž | Z             | G             | A             | B             | TM            | Z        | G        | A        | B        | TM       |
| ------- | ----------- | ------ | ------------- | ------------- | ------------- | ------------- | ------------- | -------- | -------- | -------- | -------- | -------- |
| 1935-36 | DFK Komotau | —      | —             | —             | —             | —             | —             | —        | —        | —        | —        | —        |

### Reprezentační statistiky
| 1936 | Československo | OH | 1 | 0 | 0 | 0 | — |